# Olveiroa (Santiago)
Olveiroa ist ein Parroquia und ein Dorf in der Provinz A Coruña der Autonomen Gemeinschaft Galicien in Spanien. Es liegt am verlängerten Jakobsweg, dem Camino a Fisterra, und ist administrativ von Dumbría abhängig.